# Бокал, Наташа
Ната́ша Бо́кал (словен. Nataša Bokal, род. 9 мая 1967 года, Шкофья-Лока, СФРЮ) — словенская горнолыжница, участница трёх зимних Олимпийских игр, серебряная призёрка чемпионата мира 1991 года.

## Спортивная биография
9 января 1990 года Наташа Бокал дебютировала в Кубке мира на этапе в Хинтерстодере. Спустя год в сезоне 1990/91 Бокал одержала свою единственную победу в рамках Кубка мира, победив в слаломе на этапе в словенской Краньска Горе, также на этом этапе она стала второй в гигантском слаломе. Спустя месяц на чемпионате мира в австрийском городе Заальбах Хинтерглемм Наташа завоевала серебро в слаломе.
В 1992 году словенская горнолыжница дебютировала на зимних Олимпийских играх в Альбервиле. На Играх Бокал выступила сразу в четырёх дисциплинах. Наилучшим результатом для словенской горнолыжницы стало 7-е место в комбинации, при этом в слаломе Бокал показала 4-й результат, но спортсменку подвёл скоростной спуск, где она была лишь 24-й. В гигантском слаломе Бокал заняла 13-е место, а в суперганте и вовсе осталась лишь на 32-м месте. Большие надежды Бокал возлагала на слалом. После первой попытки Бокал шла на 4-м месте, отставая от лидера на 0,4 с, однако словенская горнолыжница не смогла завершить вторую попытку и выбыла из соревнований.
В 1998 году на зинмих Олимпийских играх в Нагано Бокал выступила в двух дисциплинах. В слаломе, показав по итогам двух попыток время 1:35,59, Бокал заняла 11-е место, а в гигантском слаломе Наташа заняла лишь 20-е место. В сезоне 1999/00 Бокал в третий раз в карьере поднялась на пьедестал на этапах Кубка мира. На этапе в австрийском Лиенце Бокал смогла занять второе место в слаломе, уступив только хозяйке соревнований Сабине Эггер.
В 2002 году 35-летняя Бокал выступила на своих третьих зимних Олимпийских играх. Словенская спортсменка выступила только в слаломе и заняла там 9-е место.
В 2003 году Бокал завершила свою спортивную карьеру.

## Победы на этапах Кубка мира (1)
| № | Сезон   | Дата        | Место         | Дисциплина |
| - | ------- | ----------- | ------------- | ---------- |
| 1 | 1990/91 | 12 янв 1991 | Краньска-Гора | Слалом     |

## Награды
- Спортсменка года в Словении: 1991